# American Society of Overseas Research
Die American Society of Overseas Research (kurz: ASOR; bis 1921 The American School of Oriental Study and Research in Palestine, von 1921 bis 2021 American Schools of Oriental Research) ist eine amerikanische Non-Profit-Organisation mit Sitz in Boston, die seit ihrer Gründung 1900 die Erforschung des Alten Orients fördert und unterstützt.
Sie wurde unter Führung des Archaeological Institute of America, der Society of Biblical Literature und der American Oriental Society ins Leben gerufen, zu ihren Gründungsmitgliedern gehörten die Harvard University, Princeton University, Yale University, Columbia University, Boston University, Johns Hopkins University sowie das Andover Theological Seminary, Episcopal Theological Seminary in Philadelphia, das New Yorker Union Theological Seminary sowie das Hebrew Union College in Cincinnati.
Die Vereinigung unterhielt seit 1900 unter dem Namen American School of Oriental Research ein wissenschaftliches Institut in Jerusalem, seit 1970 W. F. Albright Institute of Archaeological Research (AIAR). 1925 wurde für dieses ein Neubau errichtet. Weitere zugehörige Forschungsinstitute sind das American Center of Research (bis 2020 American Center of Oriental Research) in Amman (ACOR) und das Cyprus American Archaeological Research Institute (CAARI) in Nikosia.
Heute hat die ASOR 1315 Privatmitglieder, 95 institutionelle Mitglieder und drei Forschungsinstitute als kooperierende Mitglieder. Sie gibt die Zeitschriften Bulletin of the American Society of Overseas Research (BASOR), Journal of Cuneiform Studies (JCS) und Near Eastern Archaeology (NEA) sowie die Schriftenreihen ASOR Annual (AASOR) und ASOR Archaeological Report Series (ASOR-ARS) heraus. Zudem veranstaltet sie jährlich eine Konferenz.
Seit Januar 2020 ist die Archäologin Sharon Herbert Präsidentin der ASOR. Sie löste die Religionswissenschaftlerin Susan Ackerman vom Dartmouth College, New Hampshire, ab, die diese Position seit 2014 innehatte.